# Родні Гіт
Родні Гіт (англ. Rodney Heath; 15 червня 1884 — 6 жовтня 1936) — колишній австралійський тенісист.
Здобув 9 одиночних титулів.
Перемагав на турнірах Великого шолома в одиночному та парному розрядах.

## Фінали турнірів Великого шолома

### Одиночний розряд
| Результат | Рік  | Турнір                | Покриття | Суперник     | Рахунок            |       |
| --------- | ---- | --------------------- | -------- | ------------ | ------------------ | ----- |
| Перемога  | 1905 | Чемпіонат Австралазії | Трава    | Артур Кертіс | 4–6, 6–3, 6–4, 6–4 | [ 2 ] |
| Перемога  | 1910 | Чемпіонат Австралазії | Трава    | Горас Райс   | 6–4, 6–3, 6–2      | [ 2 ] |

### Парний розряд: 5 (2–3)
| Результат | Рік  | Турнір                | Покриття | Партнер          | Суперники                       | Рахунок            |       |
| --------- | ---- | --------------------- | -------- | ---------------- | ------------------------------- | ------------------ | ----- |
| Перемога  | 1906 | Чемпіонат Австралазії | Трава    | Ентоні Вілдінґ   | Cecil C. Cox Гаррі Паркер       | 6–2, 6–4, 6–2      | [ 3 ] |
| Поразка   | 1910 | Чемпіонат Австралазії | Трава    | Джеймс О'Дей     | Ешлі Кемпбелл Горас Райс        | 3–6, 3–6, 2–6      | [ 4 ] |
| Перемога  | 1911 | Чемпіонат Австралазії | Трава    | Рендолф Лайсетт  | Джон Аддісон Норман Брукс       | 6–2, 7–5, 6–0      | [ 5 ] |
| Поразка   | 1914 | Чемпіонат Австралазії | Трава    | Артур О'Гара Вуд | Ешлі Кемпбелл Джералд Паттерсон | 5–7, 6–3, 3–6, 3–6 | [ 4 ] |
| Поразка   | 1919 | Вімблдонський турнір  | Трава    | Рендолф Лайсетт  | Пат О'Гара-Вуд Роналд Томас     | 4–6, 2–6, 6–4, 2–6 | [ 6 ] |